# Dany Saadia
Dany Saadia (CDMX, 19 de septiembre de 1973) es un productor de pódcast, cineasta, guionista, matemático y empresario mexicano, ganador del premio al mejor director del XI Festival de Málaga y los premios a la mejor película y el mejor actor bajo su dirección en la XXIX Mostra de València. A 2024 es el director general de la productora de pódcast Dixo, la más antigua y relevante de México.

## Biografía
Dany Saadia nació en la CDMX, hijo de ciudadanos franceses que se mudaron a México tras la Segunda Guerra Mundial. Habla español, francés e inglés correctamente; puede mantener una conversación en portugués y árabe.
Tras estudiar en el Liceo Franco Mexicano, Saadia ingresó en la Universidad de Stony Brook (Long Island, Nueva York) y se licenció en Matemáticas con un minor en Antropología y otro en francés. Después de graduarse, regresó a México para estudiar dirección teatral en el Centro de Arte Dramático AC (CADAC) con Héctor Azar. Tras completar un programa de dos años volvió a Estados Unidos, donde estudió cinematografía en la Escuela de Cine de Nueva York.

## Carrera

### Empresario interactivo
En 1996 Saadia fundó Interfaz 401 con Eric Descombes, Rafael Jiménez y Geraldina Jiménez. Interfaz 401 era una agencia interactiva que vendieron a WPP en 1999 por una cifra no publicada y terminó convirtiéndose en Ogilvy Interactive Mexico.

### Carrera cinematográfica

#### Génesis 3:19
En 2003, Saadia escribió y dirigió Génesis 3:19, un cortometraje cuyo estreno mundial se celebró en el Festival de TriBeCa de 2004. Génesis 3:19 ganó el premio al mejor guion en el Festival Internacional de Rhode Island y al mejor cortometraje en el Festival de Cine de Austin, Texas. Llegó a estar en la lista final para las nominaciones de los Óscar de 2006.

#### 3:19 Nada Es Casualidad

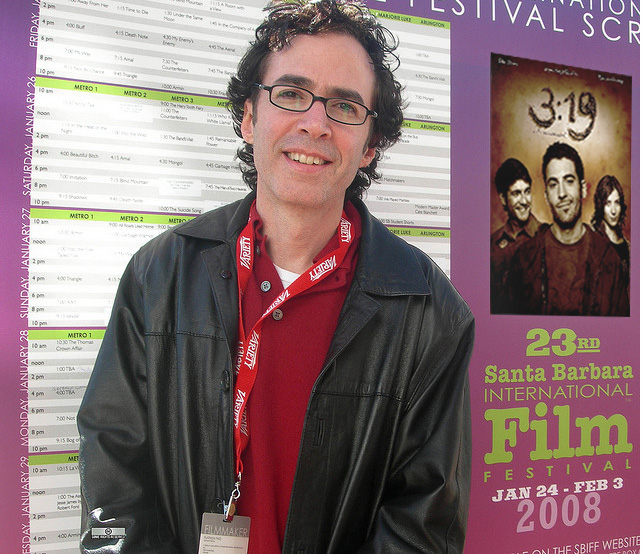
Saadia en el Festival Internacional de cine de Santa Bárbara, 2008.

En 2006, escribió y dirigió su primer largometraje: 3:19 Nada Es Casualidad, una coproducción hispano-mexicana. La filmación se realizó en Valencia (España), protagonizada por los actores Miguel Ángel Silvestre, Félix Gómez, Juan Díaz, Bárbara Goenaga y Diana Bracho. Robin Guthrie compuso la banda sonora, que fue editada por Iván Aledo.
3:19 Nada es casualidad se estrenó en el Festival Internacional de cine de Santa Bárbara de 2008. Atrajo críticas positivas de la revista Variety. En el mismo 2008 ganó el premio al mejor director del XI Festival de Málaga y los premios a la mejor película y el mejor actor (por Miguel Ángel Silvestre) en la XXIX Mostra de València. La película se distribuyó en España, México y otros países.

#### Faust Arp
En 2008, Saadia participó en el concurso AniBOOM In Rainbows, que seleccionó un videoclip animado para Radiohead. Su videoclip Faust Arp fue uno de los finalistas del In Rainbows Animated Music Video Contest.

### Producción de pódcast
En 2005 Saadia fundó Dixo, la primera red de pódcast en México, que ha llegado a ser la más relevante. En 2007 Dixo entró en una alianza con Prodigy/MSN —una joint venture de Microsoft y Telmex— para la distribución comercial de su catálogo y la venta de sus contenidos, pero mantuvo su independencia. A 2024 Dixo sigue siendo una productora independiente que pertenece a Saadia y genera su propia propiedad intelectual, lo que la convierte en una de las empresas decanas del podcast en español.

## Filmografía
| Guionista / Director | Guionista / Director    | Guionista / Director |
| Año                  | Película                | Notas                |
| -------------------- | ----------------------- | -------------------- |
| 2004                 | "Génesis 3:19"          | Cortometraje         |
| 2005                 | "The Perfect Date"      | Cortometraje         |
| 2006                 | 3:19 Nada Es Casualidad | Largometraje         |

## Recepción
Al comparar 3:19 Nada Es Casualidad con la obra previa de Saadia, el crítico Robert Koehler escribió:

Saadia ha construido su película sobre la base de su cortometraje de 2004, Génesis 3:19, pero el resultado puede estar demasiado elaborado. [...] El elenco de Saadia, lleno de jóvenes actores españoles (muchos, directamente salidos de las escuelas ibéricas), añade una ligereza del ser a una película que tiene demasiadas ganas de lanzar ideas al espectador. [Sin embargo], la calidad de la producción añade un considerable atractivo a este espectáculo cerebral, engalanado con la banda sonora de Robin Guthrie de los Cocteau Twins.
Robert Koehler en Variety

### Premios y nominaciones
- Mejor guion en el Festival Internacional de Rhode Island de 2004 por Genesis 3:19.[9][10]
- Mejor cortometraje narrativo en el Festival de Cine de Austin de 2004 por Genesis 3:19[11]
- En 2006, Genesis 3:19 llegó a la lista final para los Premios Óscar en la categoría de Mejor Cortometraje de Ficción.
- Mejor director en el Festival de Málaga de Cine Español 2008 por 3:19 Nada Es Casualidad[1]
- Mejor largometraje en la Mostra de València de 2008 por 3:19 Nada Es Casualidad[4]
- Mejor actor, para Miguel Ángel Silvestre, en la Mostra de València de 2008 con 3:19 Nada Es Casualidad[4]